# 魚沼市立須原小学校
魚沼市立須原小学校（うおぬましりつすはらしょうがっこう）は、新潟県魚沼市にある魚沼市立の小学校。明治6年（1873年）創立。

## 沿革
- 1873年（明治6年）6月1日 - 新潟県第6中学校区第30番小学校として開校
- 1941年（昭和16年）4月1日 - 須原国民学校と改称
- 1947年（昭和22年）4月1日 - 須原村立須原小学校と改称
- 1956年（昭和31年）9月30日 - 須原村と上条村の合併により守門村立須原小学校と改称
- 2004年（平成16年）11月1日 - 町村合併により、魚沼市立須原小学校となる
- 2009年（平成21年）4月1日 - 上条小学校と統合
- 2023年（令和5年）4月1日 - 入広瀬小学校と統合[1]